# Na Un'gyu
Na Woon-gyu ((en hangul, 나운규; en hanja, 羅雲奎); Hoeryŏng, 27 de octubre de 1902 – Keijō, 9 de agosto de 1937) fue un actor, guionista y director coreano. Es considerado por muchos como el cineasta más importante de los inicios del cine coreano y, posiblemente, la primera verdadera estrella de cine de Corea. Dado que a menudo escribía, dirigía y actuaba en sus películas, se dice que fue él quien inició la tradición del cine de autor en Corea.

## Primeros años
Na Woon-gyu era el tercer hijo de Na Hyong-gwon, un oficial militar durante los últimos días del periodo Joseon que había regresado a su ciudad natal de Hoeryŏng, Hamgyongbuk-do, para dedicarse a la enseñanza. Cuando era estudiante de secundaria, Na participó en actividades teatrales y de actuación, pero también en actividades antijaponesas, incluida la protesta del 1 de marzo de 1919 contra la ocupación. Para evitar el encarcelamiento, pasó dos años cruzando y volviendo a cruzar el río Duman, que separa Corea de Manchuria. Viajó hasta Siberia, donde se unió a los luchadores por la liberación de Corea en la lucha contra la ocupación.
En 1921, regresó a Seúl y se matriculó en la Universidad Yonhui (ahora Yonsei) para estudiar ciencias sociales. Fue en este periodo cuando comenzó su fascinación por el cine. Llenaba cuadernos con apuntes mientras veía películas en los cines y llevaba consigo un espejo de mano a todas partes para practicar expresiones faciales.
Sin embargo, al igual que el protagonista de su primera y más famosa película, Arirang, fue capturado por los japoneses y encarcelado por su participación en el Movimiento del 1 de marzo. Mientras estaba en prisión en Ch'ŏngjin, entre 1921 y 1923, Na recibió su seudónimo artístico, Chunsa, de Lee Chun-song, otro luchador de la resistencia. Cuando fue liberado en 1923, se unió a la compañía teatral Yerimhoe en su ciudad natal, Hoeryong.
Tras abandonar la compañía, vendió todos sus libros para comprar un billete de tren a Busan, donde solicitó un trabajo como actor en la Choson Film Company. Comenzó interpretando papeles secundarios y luego villanos en películas de esta compañía. Su debut fue en la película UnYeongJeon, de 1925.

## Carrera cinematográfica

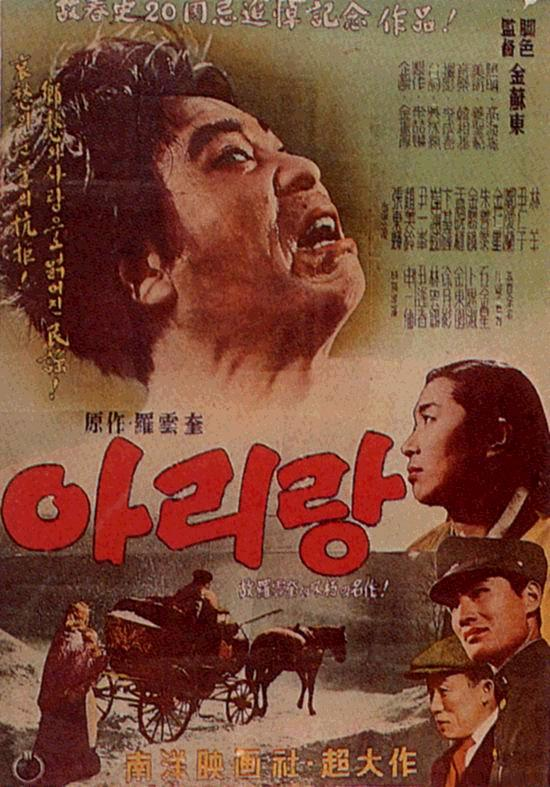
El cartel renovado de Arirang de 1957

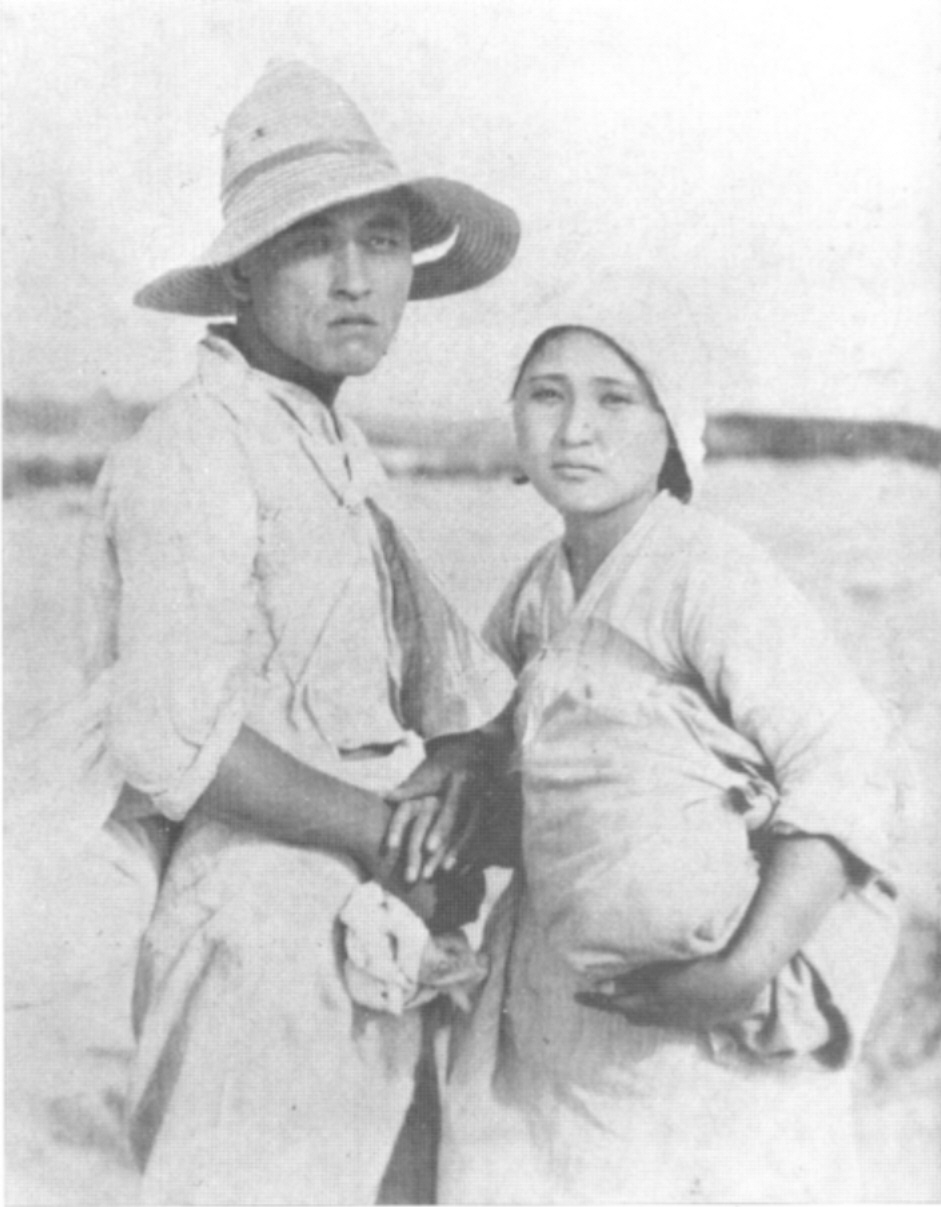
Na Woon-gyu (izquierda) en la película Imjaeobtneun naleutbae.

Aunque Na Woon-gyu ha sido descrito como bajito y con una cara parecida a la de un sapo, lo que le hacía ideal para los papeles de campesino que solía interpretar, la ira y la frustración que era capaz de proyectar en la pantalla encajaban perfectamente con la situación y el estado de ánimo del pueblo coreano en aquella época. Na saltó a la fama con el papel del padre del personaje principal en la película de Lee Kyong-son de 1925, Simchong-jon (The Story of Shim Chong).
Su primera película como guionista, director y protagonista, Arirang (1926), causó sensación en Corea. Las películas en Corea estaban sometidas a la censura y las restricciones de las autoridades japonesas. Los guiones debían ser presentados y aprobados por el gobierno japonés de ocupación antes de poder ser producidos y distribuidos. Las críticas al gobierno eran censuradas, lo que llevó a que la mayoría de las películas fueran de estilo melodramático y sentimental, conocido como shinpa. La innovación de Na en Arirang fue encontrar una forma de expresar metafóricamente la oposición coreana a la ocupación japonesa unificando el estilo shinpa con un espíritu nacionalista. De este modo, convirtió el cine en Corea en algo más que un mero entretenimiento, en un vehículo para expresar la resistencia nacional a la ocupación japonesa.
Financiado por Park Sung-pil, propietario del teatro Dansongsa, Na fundó Na Woon-kyu Productions en septiembre de 1927 y abrió su productora en Changsin-dong, cerca de Dongdaemun. A diferencia de los estudios dirigidos por japoneses, el objetivo de la empresa era producir películas de coreanos para coreanos.
Salangeul chajaseo, de Na, de 1929, fue una película épica en la que participaron más de mil extras. Al igual que Arirang, un periodo de la propia vida de Na podría considerarse una inspiración para la historia. Trataba sobre los coreanos que cruzaban el río Duman, como había hecho el propio Na, en busca de la libertad frente a la opresión japonesa. La película fue prohibida en un primer momento, pero finalmente se estrenó, aunque muy revisada y editada. El fracaso de Beongeoli Sam-ryong (1929) pronto obligó a cerrar el estudio de Na.
Arirang había iniciado el periodo del cine nacionalista en Corea, que se prolongó desde 1926 hasta aproximadamente 1930, cuando las autoridades tomaron medidas represivas más severas. Tras Arirang, las películas lacrimógenas al estilo shinpa-que no hacían más que entretener, sin apelar a una necesidad nacional más profunda, fueron criticadas por la prensa coreana. De hecho, algunas de las últimas películas del propio Na también fueron criticadas de esta manera. El director e historiador de cine coreano Yu Hyun-mok afirma que la aparición de Na con una mujer japonesa como su interés romántico en la película shinpa de 1931, Geumganghan (The Grief of Geumgan), fue vista como una traición por el pueblo coreano y tuvo un impacto profundamente negativo en su carrera.
Debido al tiempo que pasó en prisión y a las torturas que sufrió allí, Na padeció de mala salud durante toda su vida. Murió a los 34 años (o 36 según el cómputo coreano) de tuberculosis en 1937. Aunque su carrera fue breve, fue el cineasta más prolífico de la época conocida como la "edad de oro del cine mudo" en Corea. En un periodo de unos diez años, actuó en veintiséis películas y dirigió quince.

## Legado
Las acusaciones de colaborar con los japoneses no parecen haber dañado la reputación de Na como uno de los fundadores del cine coreano, ni en su época ni en las décadas siguientes. El cortejo fúnebre de Na fue encabezado por una banda que tocaba Arirang, y contó con la asistencia de una multitud en duelo a pesar de la lluvia. La encuesta realizada por el periódico Chosun Ilbo en noviembre de 1938 sobre las mejores películas mudas coreanas situó a Arirang en el primer puesto. Otras dos películas de Na Woon-gyu también figuraban en la lista de las diez mejores: Sarangul Chajaso (Looking for Love), y Punguna (The Man with Great Ambition) (1926) (1926). La última película de Na, Omongnyo (1937), ocupaba el segundo lugar en la lista de las mejores películas sonoras realizadas en Corea.
Su vida fue el tema de la película de 1966 Na Woon-Gyui ilsaeng, dirigida y protagonizada por Choi Mu-ryong, padre de la actual estrella Choi Min-soo. La Sociedad de Directores de Cine de Corea rindió homenaje a Na Woon-gyu adoptando su seudónimo para su Chunsa Art Film Festival, que comenzó en 1990.
Una zona cercana a "Arirang Hill" en Seúl se transformó en una "calle de cine," que alberga el Arirang Cine Center, la Arirang Information Library, un pequeño parque temático que se presenta como el plató de la película, un monumento en memoria del centenario del nacimiento de Na Woon-gyu y un festival de cine anual.
Fue una influencia para Shin Sang-ok.

## Filmografía
- UnYeongJeon (en hangul, 운영전) (1925) (debut actoral)
- Simchong-jon (en hangul, 심청전) (The Story of Shim Chong) (1925) (Actor)
- JangHanMong (en hangul, 장한몽) (1926) (Actor)
- Nongjungjo (en hangul, 농중조) (1926) (Actor)
- Arirang (en hangul, 아리랑) (1926) (Director, escritor, actor)
- Punguna (en hangul, 풍운아) (Soldier of Fortune) (1926) (Director, escritor, actor, editor)
- Deuljwi (en hangul, 들쥐) (The Wild Rat) (1927) (Director, escritor, actor, editor)
- Heukkwa Baek (en hangul, 흑과백) (Black and White) (1927)
- Geumbungeo (en hangul, 금붕어) (Goldfish) (1927) (Director, actor, editor)
- Jalitgeola (en hangul, 잘 있거라) (Farewell) (1927) (Director, productor, escritor, actor, editor)
- Ok-nyeo (1928) (en hangul, 옥녀) (Director, productor, escritor, editor)
- Beongeoli Sam-ryong (en hangul, 벙어리 삼룡) (Deaf Sam-ryong) (1929) (Director, productor, escritor, actor)
- Salangeul chajaseo (en hangul, 사랑을 찾아서) (In Search of Love) (1929) (Director, productor, escritor, actor, editor)
- Sanai (en hangul, 사나이) (1929)
- Arirang geuhu iyagi (en hangul, 아리랑 그 후 이야기) o Arirang hu pyeon (en hangul, 아리랑 후편) (Arirang 2) (1930) (Escritor, actor)
- Cheolindo (en hangul, 철인도) (1930) (Director, escritor, actor, editor)
- Geumganghan (en hangul, 금강한) (The Grief of Geumgan) (1931) (Director, actor)
- Nampyeuneun Kyeongbidaero (en hangul, 남편은 경비대로) (1931)
- Gaehwadang imun (en hangul, 개화당 이문) (1932) (Director, escritor, actor, editor)
- Imjaeobtneun naleutbae (en hangul, 임자없는 나룻배) (The Ownerless Ferryboat) (1932)  (actor)
- Amgunwang (en hangul, 암굴왕) (1932)
- Jongno (en hangul, 종로) (1933)
- Muhwagwa (en hangul, 무화과) (Fig Tree) (1935) (Director, editor)
- Kanggeonneo maeul (en hangul, 강 건너 마을) (Town Across the River) (1935) (Director, escritor, editor)
- Geulimja (en hangul, 그림자) (Shadow) (1935) (Director, escritor, actor)
- Hwangmuji (en hangul, 황무지) (1935)
- Arirang 3 (en hangul, 아리랑 제3편) (1936) (Director, escritor, actor)
- Chilbeontong sosageon (en hangul, 칠번통 소사건) (Incident of the 7th Bamboo Flute) (1936) (Director, escritor, actor, editor)
- Oh Mong-nyeo (en hangul, 오몽녀) (1937) (Director)[16]